# Петрук Сергій Олександрович
Сергі́й Олекса́ндрович Петру́к — полковник медичної служби Збройних сил України.

## З життєпису
Начальник Військово-медичного клінічного центру Центрального регіону України (м. Вінниця).
Разом з мобільним військовим госпіталем надавав медичну допомогу безпосередньо в зоні бойових дій.

## Нагороди
За особисту мужність і героїзм, виявлені у захисті державного суверенітету та територіальної цілісності України, вірність військовій присязі під час російсько-української війни нагороджений
- орденом Богдана Хмельницького III ступеня (4.12.2014).